# Jiang Xindi
Jiang Xindi (chinesisch 姜馨迪 / 姜馨迪, Pinyin Jiāng Xīndí; * 26. Januar 1997 in Harbin) ist eine chinesische Curlerin. 

## Karriere
Jiang begann ihre internationale Karriere bei der Juniorenpazifikmeisterschaft 2011 als Ersatzspielerin des chinesischen Teams um Qiutong She. Bei der Junioren-Pazifik-Asienmeisterschaft 2013 führte sie die chinesische Mannschaft als Skip zur Silbermedaille. Zwei Jahre später war sie wieder als Ersatzspielerin dabei und gewann ihre zweite Silbermedaille. 
Bei der Pazifik-Asienmeisterschaft 2017 spielte sie als Third unter Jiang Yilun und gewann die Bronzemedaille. Bei den Olympischen Winterspielen 2018 in Pyeongchang war sie als Ersatzspielerin nominiert und kam mit der chinesischen Mannschaft um Skip Wang Bingyu auf den fünften Platz. Sie spielte bei der Weltmeisterschaft 2018 als Second im Team von Jiang Yilun und wurde Siebte. Bei der Pazifik-Asienmeisterschaft 2018 spielte sie als Lead unter Liu Sijia und gewann die Bronzemedaille.